# Elven
Elven é uma comuna francesa na região administrativa da Bretanha, no departamento Morbihan. Estende-se por uma área de 63,69 km². Em 2010 a comuna tinha 6 290 habitantes (densidade: 98,8 hab./km²).